# Кировское (Сахалинская область)
Ки́ровское — село в Тымовском городском округе Сахалинской области России. Находится на берегу реки Тымь, в 16 км от районного центра.
Основано в 1880 году как село Рыковское — по фамилии унтер-офицера Рыкова, выбравшего место для строительства поселения. 27 марта 1937 года переименовано в честь С. М. Кирова.

## Население
| 1937 | 2002  | 2010  | 2013  | 2021  |
| ---- | ----- | ----- | ----- | ----- |
| 1200 | ↗1739 | ↘1492 | ↗1537 | ↘1237 |

По переписи 2002 года население — 1739 человек (868 мужчин, 871 женщина). Преобладающая национальность — русские (92 %).